# American-Airlines-Flug 331
American-Airlines-Flug 331 war ein internationaler Linienflug vom Ronald Reagan Washington National Airport in Washington, D.C. in den Vereinigten Staaten nach Kingston auf Jamaika mit einer Zwischenlandung in Miami am 22. Dezember 2009. Bei der Landung auf dem Flughafen der jamaikanischen Hauptstadt überschoss das Flugzeug das Landebahnende, durchbrach die Umzäunung des Flughafens und brach schließlich auseinander. An Bord der Maschine waren 148 Passagiere und sechs Besatzungsmitglieder.
Zu den Faktoren, die zu dem Flugunfall führten, gehörten die hohe Geschwindigkeit des Flugzeuges bei der Landung und der Aufsetzpunkt der Flugzeuge bei der Hälfte der Länge des Landebahn. Eine Boeing 747 von Virgin Atlantic landete kurz vor Flug 331 unter ähnlichen Wetterbedingungen ohne Probleme.

## Flugzeug

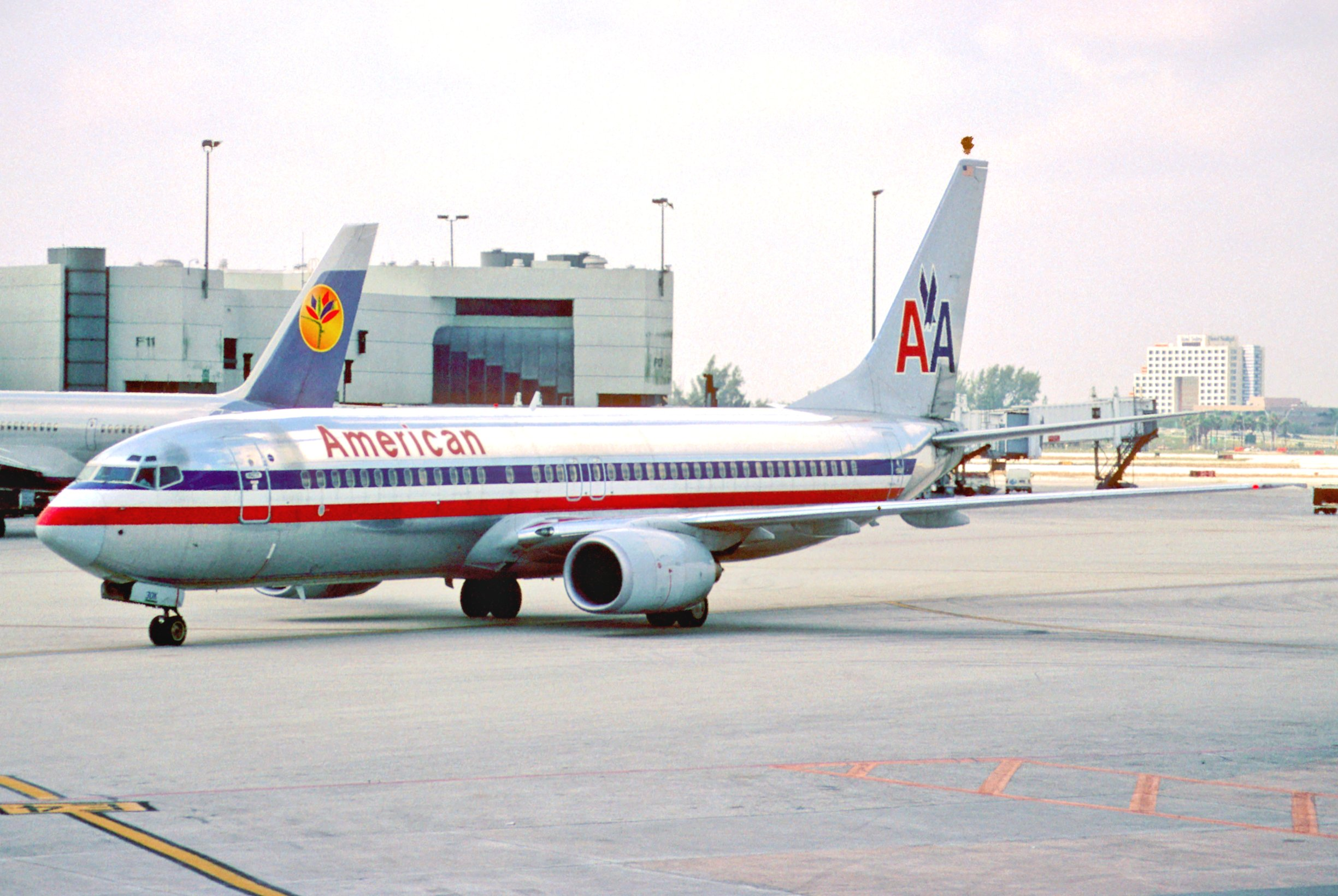
Die später verunglückte Maschine 2005 in Miami

Die verunglückte Maschine war eine Boeing 737-823 mit dem Luftfahrzeugkennzeichen N977AN. Die Fertigungsnummer des Flugzeuges war die 29550. Es machte seinen Erstflug am 30. November 2001. Es wurde am 20. Dezember 2001 an American Airlines ausgeliefert.

## Hergang
Die von Washington, D.C. mit Zwischenlandung in Miami kommende Boeing 737-800 gelangte bei der Landung um 22:22 Uhr Ortszeit (03:22 Uhr UTC am 23. Dezember) auf der Landebahn 12 ins Rutschen und überschoss das Ende der Landebahn, durchbrach die Umzäunung des Flughafens, überquerte eine Straße und kam auf dem Strand hinter dem Flughafen zum Stillstand.
Zum Zeitpunkt der Landung fiel Starkregen. Nach dem Unfall wurde außer der Reihe ein spezielles METAR ausgegeben.
Eine Tragfläche und ein Triebwerk wurden vom Rumpf abgerissen. Dieser brach vor und hinter den Flügeln in drei größere Teile. Das Fahrwerk hielt der Belastung nicht stand und gab nach, sodass der Rumpf auf die Erde fiel. Die Vorwärtsbewegung des Flugzeuges ließ dieses den Zaun des Flughafens durchbrechen und auf die tiefer gelegene Straße stürzen, bevor es am Strand des äußeren Hafens von Kingston und dem offenen Karibischen Meer zum Stillstand kam. Das Flugzeug erlitt einen Totalschaden.

## Folgen
Von den 148 Passagieren und 6 Besatzungsmitgliedern an Bord wurden 44 verletzt, 4 davon schwer.
Der Flughafen wurde nach dem Unfall geschlossen, was zu einzelnen Flugausfällen führte. Später wurde die Landebahn mit einer verkürzten Länge geöffnet, weil das abgerissene Heckteil des Flugzeuges die Landebahn blockierte. Größere Flugzeuge wurden für zwei Tage zum Sangster International Airport in Montego Bay umgeleitet.

## Untersuchung des Vorfalls
Nach dem Unfall wurde eine Untersuchung unter Beteiligung des US-amerikanischen National Transportation Safety Board und der Jamaica Civil Aviation Authority eingeleitet. American Airlines entsandte ebenfalls eine Delegation, um die Ermittlungen zu unterstützen.
Es gab Berichte, dass einige Leuchten der Landebahnbefeuerung zum Zeitpunkt des Unfalls nicht funktionierten. Jamaikanische Behördenvertreter spielten den Einfluss der nicht funktionierenden Leuchten auf den Unfall herunter und wiesen darauf hin, dass anfliegende Besatzungen informiert wurden und dass die Landebahn zum Zeitpunkt des Unfalls ordnungsgemäß beleuchtet war. Die Anlagen des Instrumentenlandesystems wurden nach dem Unfall bei einem Testflug überprüft, und es wurden keine Funktionsstörungen festgestellt.
Später veröffentlichte Meldungen ergaben, dass die Crew die jamaikanische Anflugkontrolle kontaktiert hatte, um eine Landung mit Hilfe des Instrumentenlandesystems zu ersuchen. Dies erforderte einen Anflug auf die Landebahn 12. Die Anflugkontrolle wies die Crew jedoch darauf hin, dass bei einer Landung in dieser Richtung mit Rückenwind zu rechnen sei und empfahl eine Landung in der Gegenrichtung, also auf Landebahn 30. Die Crew von American Airlines wiederholte ihre Anfrage für eine Landung auf Landebahn 12 und erhielt dann Landeerlaubnis auf dieser Landebahn, wobei der Fluglotse die Crew darauf hinwies, dass die Landebahn nass sei. Ein mechanischer Fehler am Flugzeug als Grund für den Unfall wurde ausgeschlossen.
Der Direktor der zivilen Luftfahrtbehörde Jamaikas, Oscar Derby, stellte in der Woche nach dem Unfall fest, dass das Flugzeug erst etwa in der Mitte der 2710 m langen Landebahn landete. Zu den untersuchten Faktoren gehörten deswegen Rückenwind und der nasse Zustand der Landebahn. Diese war nicht mit Regenwasser ableitenden Kerben versehen, wie sie an größeren Flughäfen üblich sind. Das Flugzeug war relativ schwer, weil es noch genügend Treibstoff an Bord hatte, um den Rückflug in die Vereinigten Staaten absolvieren zu können.
Die Auswertung des Flugdatenschreibers (FDR) ergab später, dass das Flugzeug nach etwa 1250 m der 2710 m langen Landebahn aufsetzte. Der normale Aufsetzpunkt wäre zwischen 300 und 500 m nach Beginn der Landebahn gewesen. Das Flugzeug hatte, als es das Ende der Landebahn erreichte, noch eine Geschwindigkeit von 116 km/h. Der Rückenwind bei der Landung betrug 26 km/h und lag somit gerade noch im Limit von 27 km/h, die für den Flugzeugtyp zugelassen sind.
Nach dem Unfall wurde auch bekannt, dass American Airlines’ Landeprozeduren einer Überprüfung durch die Federal Aviation Administration unterworfen wurden, weil Flugzeuge des Unternehmens innerhalb von zwei Wochen in drei Zwischenfälle verwickelt waren; in den anderen beiden Fällen hatten die Flügelspitzen der Flugzeuge bei der Landung Bodenkontakt.